# Шепетово (гмина)
Шепетово (пол. Szepietowo) — городско-сельская гмина (волость) в Польше, входит как административная единица в Высокомазовецкий повет Подляского воеводства. Население — 7372 человека (на 2011 год).

## Демография
Данные по переписи 2011 года:
| Перепись            | Всего | Мужчины | Женщины |
| ------------------- | ----- | ------- | ------- |
| Всего               | 7372  | 3735    | 3637    |
| Городское население | 2320  | 1173    | 1147    |
| Сельское население  | 5052  | 2562    | 2490    |

## Поселения
1. Хоронжыце
2. Домброва-Быбытки
3. Домброва-Доленги
4. Домброва-Гоголе
5. Домброва-Каски
6. Домброва-Лазы
7. Домброва-Мочидлы
8. Домброва-Творки
9. Домброва-Вильки
10. Домброва-Заблотне
11. Домбрувка-Косцельна
12. Яблонь-Кикольске
13. Яблонь-Самсоны
14. Камень-Рупе
15. Мочидлы-Якубовента
16. Мочидлы-Станиславовента
17. Нове-Гералты
18. Нове-Шепетово-Подлесьне
19. Нове-Вареле
20. Нове-Залесе
21. Плевки
22. Пулазе-Сверже
23. Стары-Камень
24. Ставерее-Михаловента
25. Ставерее-Подлесьне
26. Шепетово
27. Шепетово-Янувка
28. Шепетово-Подлесьне
29. Шепетово-Вавжиньце
30. Шепетово-Жаки
31. Шимборы-Анджеёвента
32. Шимборы-Якубовента
33. Шимборы-Влодки
34. Сьредница-Якубовента
35. Сьредница-Мадковента
36. Сьредница-Павловента
37. Вареле-Филиповиче
38. Влосты-Ольшанка
39. Войны-Издебник
40. Войны-Крупы
41. Войны-Пецки
42. Войны-Петраше
43. Войны-Погожель
44. Войны-Шубы-Шляхецке
45. Войны-Шубы-Влосчаньске
46. Войны-Вавжиньце
47. Вылины-Русь
48. Вышонки-Поселе
49. Забеле

## Соседние гмины
1. Гмина Браньск
2. Гмина Чижев
3. Гмина Клюково
4. Гмина Нове-Пекуты
5. Гмина Высоке-Мазовецке